# Българско училище „Роден край“ (Кранфорд)
Българското училище „Роден край“ (на английски: Roden Krai Bulgarian School) е училище на българската общност в град Кранфорд, щата Ню Джърси, САЩ. Създадено е през 2017 г. То е официално признато от Министерството на образованието и науката на България и е включено в регистъра на българските неделни училища в чужбина и е организация с нестопанска цел по смисъла на американския закон 501(с)(3). През учебната 2023/2024 г. в него се обучават 27 деца.
Има групи за предучилищна, 2 клас, 4 клас, 5 клас, 7 клас, като всяка група учи български език и музика. Занятията се провеждат в неделя. Училището прави концерти за мартенските празници - баба Марта, Освобождението и Деня на майката - както и за Коледа и за края на учебната година.